# Gobicuellus praecanus
Gobicuellus praecanus är en insektsart som beskrevs av Dlabola 1968. Gobicuellus praecanus ingår i släktet Gobicuellus och familjen dvärgstritar. Inga underarter finns listade i Catalogue of Life.